# Rot (Wurzacher Ach)
Die Rot ist ein 11,8 km langer rechter Nebenfluss der Wurzacher Ach im Landkreis Ravensburg in Baden-Württemberg. 

## Flusslauf
Die Rot entspringt südlich von Bremberg, einem Teilort der Gemeinde Kißlegg in Baden-Württemberg. Kurz nach der Quelle bildet sie den Roter Weiher. Ihr Verlauf führt stets Richtung Norden. Dabei fließt die Rot unter der Bahnstrecke Herbertingen–Isny hindurch und nimmt kurz darauf den Abfluss des Ellrazhofer Weihers auf. Nordwestlich von Diepoldshofen, einem Stadtteil der Stadt Leutkirch, mündet der Bach in die Wurzacher Ach. Die Rot ist beinahe durchwegs begradigt. Sie durchquert auf ihrem Weg meist Ackerland oder Wiesen, die bis zum Flussufer reichen. Eine intakte Ufervegetation besteht ausschließlich im Flussabschnitt vor der Mündung und am Roter Weiher.
Orte am Fluss:
- Oberrot, Unterrot (zu Kißlegg)
- Stegrot, Hünlishofen (zu Leutkirch im Allgäu)